# Rhachitopis brincki
Rhachitopis brincki är en insektsart som beskrevs av Vitaly Michailovitsh Dirsh 1956. Rhachitopis brincki ingår i släktet Rhachitopis och familjen gräshoppor. Inga underarter finns listade i Catalogue of Life.